# Таласский район (Жамбылская область)
Таласский район (каз. Талас ауданы) — административная единица на юге Казахстана в Жамбылской области. Административный центр — город Каратау.
Образован в 1928 году. Площадь района составляет 12,2 тыс. км², численность населения — 51 тыс. чел. (2011). В районе 24 населённых пункта, которые объединены в 13 сельских округов.

## География
Рельеф территории в основном равнинный, на юго-западе — горный. В Таласском районе расположена юго-восточная часть Каратауского хребта, северная часть переходит в Мойынкумы. Высшая точка гора Кемпиртобе (409 м). В недрах разведаны запасы фосфоритов, мрамора, гранита, свинца, доломита, урана, природного газа, гипса, барита, халцедона и др.
Протекают реки Талас, Аса, Коктал, Тамды, имеются озёра Биликол, Акколь, Жартас, Акжар, Ащыкол, Туздыкол. Почвы сероземные, на севере песчаные.
Крупнейшие населённые пункты: город Каратау, сёла Акколь, Ойык, Ушарал, Шакиров и Аккум.

### Растительность и животный мир
Растут полынь, баялыч, тамариск, саксаул. Обитают волк, лисица, заяц, сайгак, суслик; водятся утка, гусь и другие птицы.

## История
25 апреля 1961 года центр Таласского района был перенесён из села Аккуль в городской посёлок Чулак-Тау.

## Национальный состав[2]
| национальность | человек | %    |
| -------------- | ------- | ---- |
| казахи         | 48 092  | 87,2 |
| русские        | 3 479   | 6,31 |
| курды          | 2 385   | 4,33 |
| другие         | 1161    | 2,08 |
| итого:         | 55 117  | 100  |

## Экономика и инфраструктура
В районе развито каракулеводство, шерстное овцеводство, коневодство, верблюдоводство, зерноводство, овощеводство и садоводство. По данным на 2006 год, из 26 промышленных предприятий 4 являлись государственными, 22 негосударственными. 596 сельскохозяйственных предприятий, из них 2 АО, 4 производственных кооператива, 573 крестьянских хозяйства, 7 ТОО и другие.
По данным на 2006 год, на территории Таласского района было 39 школ, 3 колледжа ( Каратауский гуманитарно-технический колледж, Каратауский колледж #2, Талаский колледж # 14), 1 дошкольное учреждение, 7 клубов, 16 библиотек, музей, 2 больницы, 11 мечетей, 3 поликлиники, 12 фельдшерских пункта, 5 семейно-врачебных амбулаторий и санаторий.
По территории района проходят железная дорога Тараз-Каратау — Жанатас и автомобильные дороги.

## Административное устройство
1. Аккольский сельский округ
2. Аккумский сельский округ
3. Бериккайнарский сельский округ
4. Кенесский сельский округ
5. Кокталский сельский округ
6. Каратауский сельский округ
7. Каскабулакский сельский округ
8. Кызылаутский сельский округ
9. Ойыкский сельский округ
10. Тамдинский сельский округ
11. Ушаралский сельский округ
12. Бостандыкский сельский округ
13. Шакировский сельский округ

## Достопримечательности
- Бабайкорган (крепость)